# Se på Jesus i växlande tider
Se på Jesus i växlande tider är en sång med text och musik skriven 1942 av David Wickberg.

## Publicerad i
- Frälsningsarméns sångbok 1968 som nr 319 under rubriken "Det Kristna Livet - Erfarenhet och vittnesbörd".
- Frälsningsarméns sångbok 1990 som nr 591 under rubriken "Erfarenhet och vittnesbörd".
- Sångboken 1998 som nr 111.